# Nicolas Dessum
Nicolas Dessum, francoski smučarski skakalec, * 20. februar 1977, Lyon, Francija.
Dessum velja poleg Didierja Mollarda za najboljšega francoskega smučarskega skakalca vseh časov.
Skakati je začel leta 1983. Leta 1994 je postal mladinski svetovni podprvak, zaostal je le za Fincem Jannejem Ahonenom.
V svetovnem pokalu je zablestel v sezoni 1994/95, ko je v skupem seštevku Novoletne turneje osvojil 5. mesto, zmagal pa je tudi na tekmi v Saporu. Skupno je sezono končal na dvanajstem mestu. Sezono 1998/99 je končal na 14. mestu, sezono kasneje pa je bil 19. skakalec skupnega seštevka svetovnega pokala. Po sezoni 2000/01 v svetovnem pokalu ni več dosegal vidnejših rezultatov. 
Leta 2006 je zaključil kariero.

## Dosežki
Zmage
Nicolas Dessum je v svetovnem pokalu osvojil eno zmago:
| Sezona  | Država/Prizorišče |
| ------- | ----------------- |
| 1994/95 | Saporo            |